# Madame X (album)
Madame X – czternasty album studyjny amerykańskiej piosenkarki Madonny, wydany 14 czerwca 2019 roku nakładem Interscope Records.
W 2024 album uzyskał status złotej płyty w Polsce.

## Geneza
Poprzedni album studyjny Madonny, Rebel Heart, został wydany w marcu 2015 roku. W wakacje 2017 roku piosenkarka przeprowadziła się z dziećmi ze Stanów Zjednoczonych do Lizbony. Pochodzący z Republiki Zielonego Przylądka piosenkarz Dino D’Santiago zapoznał ją z kulturą dzielnicy Alfama, między innymi z Tejo Barem, gdzie – jak przyznała artystka – odnalazła pierwsze inspiracje na następny album. W Lizbonie Madonna poznała między innymi brazylijskiego pianistę João Venturę, Kimi Djabatego z Gwinei Bissau, portugalską wokalistkę Vânię Duarte oraz brazylijską piosenkarkę Blayę, znaną w Portugalii z przeboju „Faz Gostoso”. Brała udział w domowych sesjach, podczas których grano fado. Ponadto, po piętnastu latach od ostatniej współpracy muzycznej nawiązała kontakt z francuskim producentem Mirwaisem Ahmadzaï.
W styczniu 2018 roku Madonna potwierdziła za pośrednictwem serwisu Instagram, że rozpoczęła pracę nad swoim kolejnym albumem. W maju wystąpiła podczas Met Gali w nowojorskim Metropolitan Museum of Art, gdzie zaprezentowała fragment premierowej piosenki, „Dark Ballet” (zatytułowanej wówczas „Beautiful Game”). Na scenie towarzyszył jej grający na pianinie Ventura. 14 kwietnia 2019 roku Madonna zaprezentowała zwiastun albumu z informacją o jego tytule, Madame X, a trzy dni później potwierdziła datę premiery.

## Nagrywanie i styl muzyczny
Madame X był nagrywany przez ponad 18 miesięcy w Lizbonie, Londynie, Los Angeles i Nowym Jorku. Album jest inspirowany muzyką latynoską i portugalskim fado. Piosenki na album zostały nagrane w językach: angielskim, hiszpańskim i portugalskim.

## Wydanie
Madame X został wydany 14 czerwca 2019 roku w dwóch wersjach: standardowej (z trzynastoma utworami) i specjalnej (z dwoma dodatkowymi piosenkami). 17 kwietnia rozpoczęła się ich przedsprzedaż. Album ukazał się także w formie box setu z edycją specjalną na CD, dodatkowym CD z trzema utworami, edycją standardową na kasecie magnetofonowej, siedmiocalową płytą z grafiką, zawierającą utwór „I Rise”, książką, dwustronnym plakatem i arkuszem do tatuaży.

## Promocja

### Single

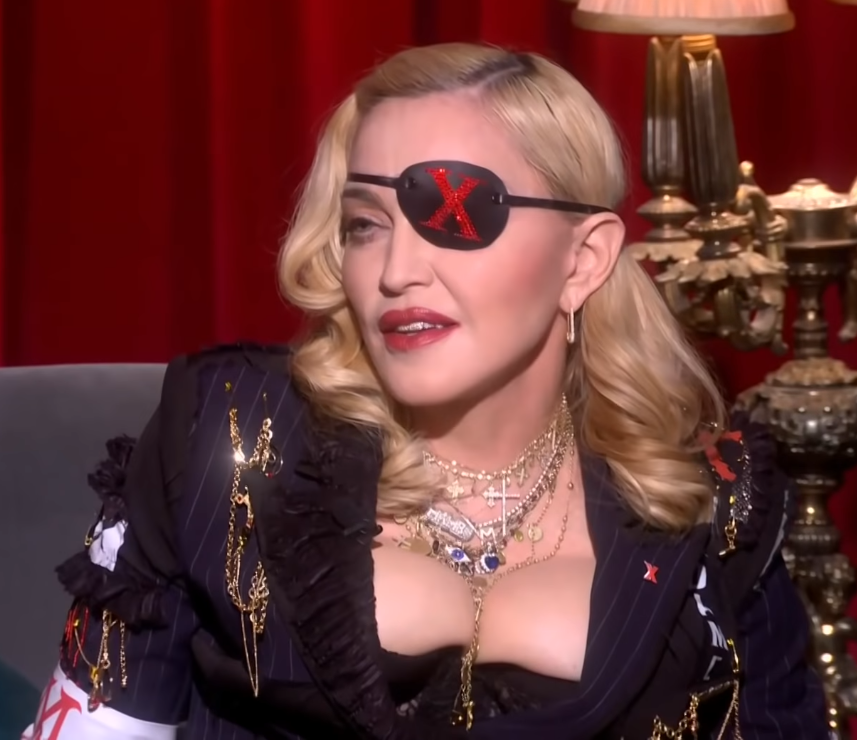
Madonna podczas premiery teledysku „Medellín” w stacji MTV.

Pierwszy singel promujący Madame X, „Medellín” (nagrany w duecie z Malumą), został wydany 17 kwietnia 2019 roku. 24 kwietnia odbyła się premiera nagranego do niego teledysku, wyreżyserowanego przez Dianę Kunst i Mau Morgó.
Drugi singel, „Crave” (nagrany w duecie ze Swae Lee), został wydany 10 maja 2019 roku. 10 dni później piosenka została wydana w formacie adult contemporary w Stanach Zjednoczonych. 22 maja odbyła się premiera teledysku wyreżyserowanego przez Nuno Xico. 25 października zostały wydane remiksy utworu, a w połowie listopada utwór uplasował się na pierwszym miejscu amerykańskiej listy Dance Club Songs.
„I Rise” został oryginalnie wydany jako pierwszy singel promocyjny albumu 3 maja 2019 roku. 4 października utwór został wypuszczony we włoskich rozgłośniach radiowych jako trzeci singel albumu. Za pośrednictwem strony magazynu Time, teledysk „I Rise” w reżyserii Petera Matkiwskyego został wydany 19 czerwca. 19 lipca oraz 16 sierpnia zostały wydane remiksy piosenki. Remiks Tracy Young został nominowany do nagrody Grammy w kategorii Najlepsze zremiksowane nagranie.

### Promocyjne single i teledyski

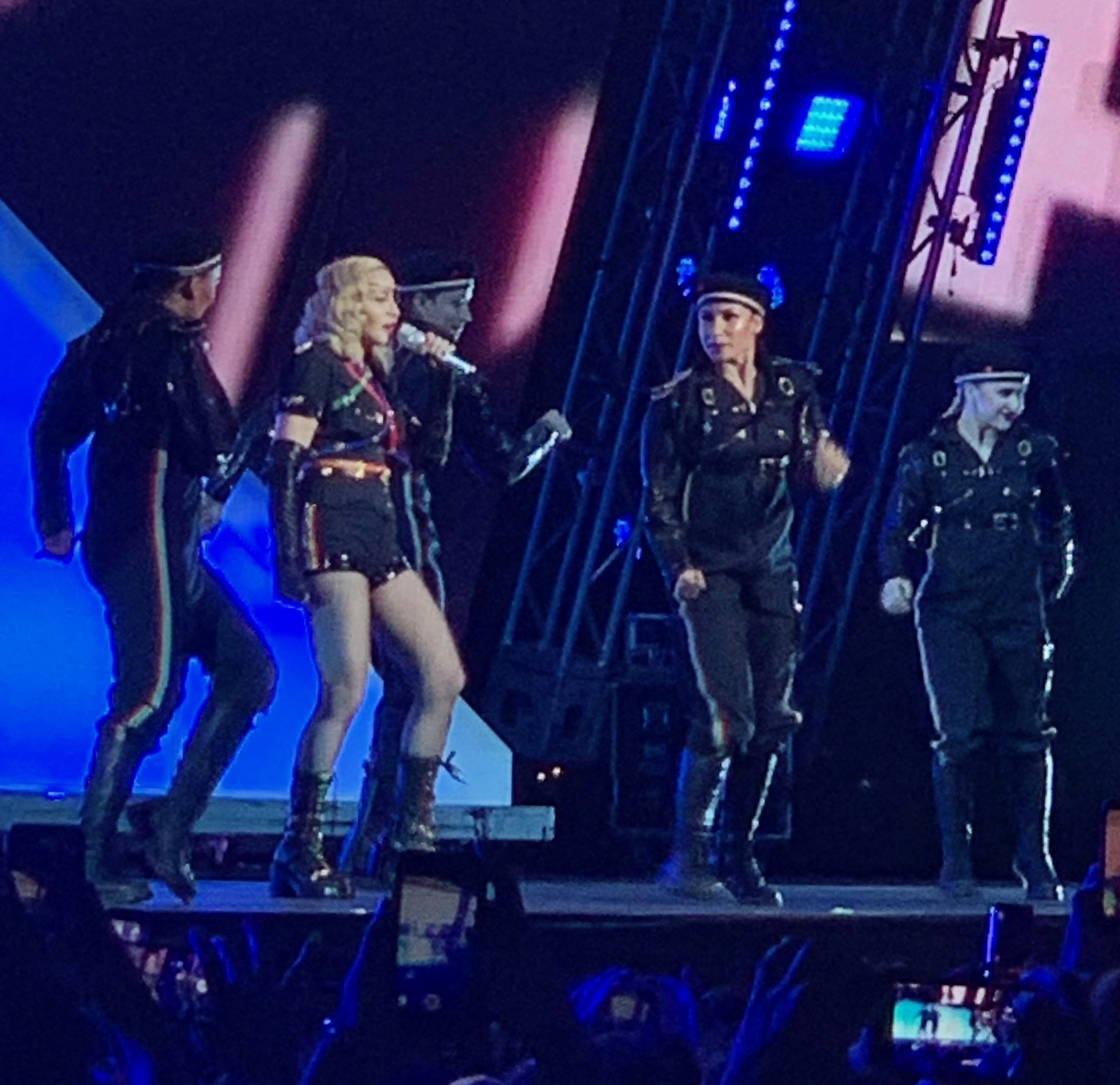
Madonna wykonująca „I Rise” na koncercie Stonewall 50 – WorldPride NYC 2019 w Nowym Jorku, czerwiec 2019.

17 maja został wydany utwór „Future” stworzony we współpracy z Quavo, a 7 czerwca piosenka „Dark Ballet” została wydana. Teledysk utworu „Dark Ballet” był wyreżyserowany przez Emmanuela Adjei i gra w nim Mikky Blanco. Remiks Honeya Dijona „I Don't Search I Find” został wydany 6 grudnia i 2 miesiące później stał się pięćdziesiątym numerem 1. Madonny na liście Dance Club Songs.
Teledysk do utworu „God Control” został opublikowany 26 czerwca. Klip został wyreżyserowany przez wieloletniego współpracownika Madonny Jonasa Åkerlunda i przedstawia strzelaninę w klubie nocnym, która przypomina strzelaninę w klubie nocnym w Orlando w 2016.
19 lipca został opublikowany teledysk do utworu „Batuka”, który był wyreżyserowany przez Emmanuela Adjei i przedstawia m.in. Madonnę oraz zespół Orquestra Batukadeiras grające oraz tańczące do batuque.

### Występy na żywo
1 maja 2019 roku Madonna i Maluma po raz pierwszy wykonali na żywo „Medellín” podczas gali Billboard Music Awards 2019 w Las Vegas. 18 maja artystka wystąpiła gościnnie w trakcie Konkursu Piosenki Eurowizji 2019 w Tel Awiwie, gdzie zaprezentowała „Like a Prayer” i zaśpiewany z Quavo „Future”. 30 czerwca zaśpiewała „God Control” i „I Rise” podczas koncertu Stonewall 50 – WorldPride NYC 2019 w Nowym Jorku.
6 maja piosenkarka ogłosiła trasę koncertową Madame X Tour, która rozpoczęła się we wrześniu 2019 roku i obejmie teatry w Stanach Zjednoczonych oraz Europie.

## Odbiór

### Krytyczny
| Oceny łączne              | Oceny łączne   |
| Publikacja                | Ocena          |
| ------------------------- | -------------- |
| Album of the Year         | 71/100         |
| AnyDecentMusic?           | 6.9/10         |
| Metacritic                | 70/100         |
| Recenzje                  |                |
| Publikacja                | Ocena          |
| Albumism                  | 3/5 gwiazdek   |
| AllMusic                  | 4/5 gwiazdek   |
| The Arts Desk             | 4/5 gwiazdek   |
| CGM                       | 2/5 gwiazdek   |
| Clash                     | 6/10           |
| Consequence of Sound      | C+             |
| Entertainment Weekly      | B–             |
| Evening Standard          | 4/5 gwiazdek   |
| FLOOD Magazine            | 5/10           |
| Gigwise                   | 8/10 gwiazdek  |
| The Guardian              | 4/5 gwiazdek   |
| The Independent           | 3/5 gwiazdek   |
| The Irish Times           | 3/5 gwiazdek   |
| laut.de                   | 3/5 gwiazdek   |
| The Line of Best Fit      | 8/10           |
| Louder Than War           | 9/10           |
| musicOMH                  | 4.5/5 gwiazdek |
| NME                       | 4/5 gwiazdek   |
| The Observer              | 4/5 gwiazdek   |
| Pitchfork                 | 4.8/10         |
| Polityka                  | 4/10 gwiazdek  |
| Q                         | 4/5 gwiazdek   |
| Robert Christgau          | A-             |
| Rolling Stone             | 3/5 gwiazdek   |
| Slant Magazine            | 4/5 gwiazdek   |
| The Sydney Morning Herald | 3/5 gwiazdek   |
| The Telegraph             | 3/5 gwiazdek   |
| The Times                 | 4/5 gwiazdek   |

Madame X otrzymał w serwisie Metacritic średnią 70/100 na podstawie 21 profesjonalnych recenzji krytyków muzycznych.
Ben Beaumont-Thomas z gazety „The Guardian” ocenił: „Latynoskie wpływy, nie tylko poprzez adaptację współczesnego popu z elementami reggaeton, ale także poprzez przeprowadzkę do Lizbony, sprawiają, że sześćdziesięcioletnia Madonna brzmi najbardziej naturalnie, progresywnie i oryginalnie od czasu Confessions [on a Dance Floor]. Równocześnie jest to jeden z jej najbardziej dziwacznych i rozwalonych albumów, na którym znalazły się jedne z jej najgorszych piosenek”. El Hunt z serwisu NME napisała: „Madame X jest śmiały, dziwaczny i niepodobny do niczego, co dotychczas robiła Madonna (…). Po raz pierwszy od czasu Confessions on a Dance Floor jest w jej oczach błysk”. Rob Sheffield z „Rolling Stone’a” ocenił: „Madame X jest dziwaczny w uroczy sposób, a jedyne, co pozostaje słuchaczowi, to stanie w tyle i patrzenie”. Sal Cinquemani z portalu Slant Magazine nazwał album „dziełem artysty przebudzonego, który ma coś do powiedzenia”, dodając: „Nawet gdy Madonna wypada słabiej, przynajmniej wiemy, że mamy do czynienia z prawdziwą artystką, a nie gwiazdą popu stworzoną w laboratorium pisania piosenek”. Will Hodgkinsonn z gazety „The Times” nazwał Madame X „najodważniejszym albumem” Madonny.
Craig Jenkins z portalu Vulture napisał: „Być może dawne albumy [Madonny] były gładsze i okupione mniejszym wysiłkiem, ale i tak wciąż wracamy po więcej, bo to, jak jej umysł i muzyka działają, jest fascynujące. Madonna w wieku sześćdziesięciu lat wciąż ma dużo do powiedzenia”. Jeremy Helligar z „Variety” ocenił: „Tym, co sprawia, że Madame X jest najlepszym albumem Madonny od czasu Confessions on a Dance Floor, jest fakt, że choć znów się zwierza, to tym razem nie kieruje się ku masowej konsumpcji”. Alexandra Pollard z „The Independent” nazwała Madame X „intrygującym, często wspaniałym, a okazjonalnie okropnym albumem”. Mark Beech z „Forbesa” ocenił: „Na Madame X Madonna nie wykazuje się zachowawczością po czteroletniej przerwie (…). Sześćdziesięcioletnia Madonna na pewno nie popadła w rutynę i mimo wad wciąż jest interesująca”. Louise Bruton z „The Irish Times” napisała: „Jej głos jest mocno zamaskowany, co jeszcze bardziej popycha maniakalną koncepcję tego albumu. Jest to duża i zwariowana produkcja, przeciwstawiająca się spaczeniom technologicznym, społecznym i politycznym, niekiedy tak dziwaczna, że nie można nie być pod wrażeniem”. Bartosz Sąder z portalu Onet.pl ocenił: „Madame X to muzyczny rollercoaster (…), udaje jej się zaskoczyć i właśnie za to ją kochamy (…). Madame X to nowe alter ego Madonny, które ma wiele wcieleń. I właśnie taki jest ten krążek. Zmienny po każdym utworze. Eksperymentalny, niejasny, dziwny, artystycznie świetny. Nic tu się nie zgadza”.
Negatywną recenzję wystawił Rich Juzwiak z portalu Pitchfork, który napisał: „Olbrzymia ambicja w niefortunny sposób podkreśla porażki. Dużo piosenek z Madame X znajduje się w stanie, nazwijmy to tak, delirycznej wylewności – zmierzają gdzieś wokół siebie samych, zmieniając kierunek i co kilka sekund oferując coś nowego w celu przyciągnięcia uwagi. Przez te dziwaczne pomysły kończą, upadając nisko (…). Pop [Madonny] zawsze istniał po to, by w ezoteryczny sposób przemycać masowemu odbiorcy obce kultury. Z tym że na Madame X [Madonna] nie konsumuje tych kultur, ale pobieżnie korzysta z drive-thru”. Neil McCormick z „The Daily Telegraph” ocenił: „Nawet auto-tune nie ratuje żenujących tekstów, w których wzniosłe inspiracje są sprowadzane na ziemię przez zgrzytliwe rymy i pseudofilozoficzne hasła (…). Madonna twierdzi, że walczy z ageizmem, ale walka odbywa się na zbyt wielu frontach. Jej największą słabością w popowej grze o tron pozostaje chęć rządzenia wszystkim”. Artur Szklarczyk z CGM napisał: „Wydany właśnie następca Rebel Heart sprzed 4 lat to zlepek (za) dużej liczby różnorodnych brzmień, wokali podrasowanych auto-tune’em oraz pretensjonalnych tekstów. W efekcie daje to ciężkostrawną całość (…). Madame X przytłacza mnogością stylistyk i denerwuje brakiem jakiegokolwiek spójnego pomysłu na zgrabną, muzyczną opowieść, dopasowaną do realiów panujących we współczesnej muzyce rozrywkowej”. Bartek Chaciński z „Polityki” ocenił: „Piszę o tej wojnie bez wojny, bo jeśli nawet czasem brakowało Madonnie repertuaru, nadrabiała energią, wyrazistością, a Madame X jest pod tym względem albumem, który brzmi, jak gdyby nagrywany był w Polsce w dzisiejszych warunkach pogodowych. Wyblakłym i mało dynamicznym. Z daleka – jak nie u Madonny – nawet nie bardzo słychać, że coś się dzieje. Ale z bliska widać i słychać, że sytuacja jest gorsza niż można było przypuszczać”.

### Komercyjny
Dzięki 95 tysiącom ekwiwalentów egzemplarzy Madame X zadebiutował na pierwszym miejscu amerykańskiej listy przebojów Billboard 200. 90 tysięcy z nich to sprzedaż właściwa, tysiąc – ekwiwalenty dzięki pobraniom pojedynczych utworów, zaś 4 tysięcy – ekwiwalenty dzięki odtworzeniom w serwisach streamingowych. Madame X jest dziewiątym albumem Madonny, który dotarł do szczytu listy, a zarazem pierwszym od czasu MDNA z 2012 roku. Równocześnie jest to jej dwudziesty drugi album, który dotarł do pierwszej dziesiątki notowania.

## Lista utworów
| Edycja standardowa | Edycja standardowa                             | Edycja standardowa                                                                      | Edycja standardowa                     | Edycja standardowa |
| Nr                 | Tytuł utworu                                   | Autorstwo                                                                               | Produkcja                              | Długość            |
| ------------------ | ---------------------------------------------- | --------------------------------------------------------------------------------------- | -------------------------------------- | ------------------ |
| 1.                 | „Medellín” (z Malumą)                          | Madonna · Mirwais Ahmadzaï · Maluma · Édgar Barrera                                     | Madonna · Mirwais Ahmadzaï             | 4:58               |
| 2.                 | „Dark Ballet”                                  | Madonna · Mirwais Ahmadzaï                                                              | Madonna · Mirwais Ahmadzaï             | 4:14               |
| 3.                 | „God Control”                                  | Madonna · Mirwais Ahmadzaï                                                              | Madonna · Mirwais Ahmadzaï · Mike Dean | 6:19               |
| 4.                 | „Future” (z Quavo)                             | Madonna · Diplo · Starrah · Quavo · Maxime Picard · Clement Picard                      | Madonna · Diplo                        | 3:53               |
| 5.                 | „Batuka”                                       | Madonna · David Banda · Mirwais Ahmadzaï                                                | Madonna · Mirwais Ahmadzaï             | 4:57               |
| 6.                 | „Killers Who Are Partying”                     | Madonna · Mirwais Ahmadzaï                                                              | Madonna · Mirwais Ahmadzaï             | 5:28               |
| 7.                 | „Crave” (ze Swae Lee)                          | Madonna · Swae Lee · Starrah                                                            | Madonna · Billboard · Mike Dean        | 3:21               |
| 8.                 | „Crazy”                                        | Madonna · Jason Evigan · Starrah                                                        | Madonna · Mike Dean · Jason Evigan     | 4:02               |
| 9.                 | „Come Alive”                                   | Madonna · Jeff Bhasker · Starrah                                                        | Madonna · Jeff Bhasker · Mike Dean     | 4:02               |
| 10.                | „Faz Gostoso” (z gościnnym udziałem Anitty)    | Rodrigo Carmo · Nuno · Emanuel Oliveira · Mateus Seabra · Luíz Vieira · Blaya · Madonna | Madonna · Billboard · Mike Dean        | 4:05               |
| 11.                | „Bitch I’m Loca” (z gościnnym udziałem Malumy) | Madonna · Lauren D’Elia · Maluma · Édgar Barrera · JAMES · Blaya · Stiven Rojas         | Madonna · Billboard · Sunamy           | 2:50               |
| 12.                | „I Don’t Search I Find”                        | Madonna · Mirwais Ahmadzaï                                                              | Madonna · Mirwais Ahmadzaï             | 4:08               |
| 13.                | „I Rise”                                       | Madonna · Jason Evigan · Starrah                                                        | Madonna · Jason Evigan                 | 3:44               |
|                    |                                                |                                                                                         |                                        | 56:01              |

| Edycja specjalna | Edycja specjalna                               | Edycja specjalna                                                                        | Edycja specjalna                       | Edycja specjalna |
| Nr               | Tytuł utworu                                   | Autorstwo                                                                               | Produkcja                              | Długość          |
| ---------------- | ---------------------------------------------- | --------------------------------------------------------------------------------------- | -------------------------------------- | ---------------- |
| 1.               | „Medellín” (z Malumą)                          | Madonna · Mirwais Ahmadzaï · Maluma · Édgar Barrera                                     | Madonna · Mirwais Ahmadzaï             | 4:58             |
| 2.               | „Dark Ballet”                                  | Madonna · Mirwais Ahmadzaï                                                              | Madonna · Mirwais Ahmadzaï             | 4:14             |
| 3.               | „God Control”                                  | Madonna · Mirwais Ahmadzaï                                                              | Madonna · Mirwais Ahmadzaï · Mike Dean | 6:19             |
| 4.               | „Future” (z Quavo)                             | Madonna · Diplo · Starrah · Quavo · Maxime Picard · Clement Picard                      | Madonna · Diplo                        | 3:53             |
| 5.               | „Batuka”                                       | Madonna · David Banda · Mirwais Ahmadzaï                                                | Madonna · Mirwais Ahmadzaï             | 4:57             |
| 6.               | „Killers Who Are Partying”                     | Madonna · Mirwais Ahmadzaï                                                              | Madonna · Mirwais Ahmadzaï             | 5:28             |
| 7.               | „Crave” (ze Swae Lee)                          | Madonna · Swae Lee · Starrah                                                            | Madonna · Billboard · Mike Dean        | 3:21             |
| 8.               | „Crazy”                                        | Jason Evigan · Madonna · Starrah                                                        | Madonna · Mike Dean · Jason Evigan     | 4:02             |
| 9.               | „Come Alive”                                   | Jeff Bhasker · Madonna · Starrah                                                        | Madonna · Jeff Bhasker · Mike Dean     | 4:02             |
| 10.              | „Extreme Occident”                             | Madonna · Mirwais Ahmadzaï                                                              | Madonna · Mirwais Ahmadzaï             | 3:41             |
| 11.              | „Faz Gostoso” (z gościnnym udziałem Anitty)    | Rodrigo Carmo · Nuno · Emanuel Oliveira · Mateus Seabra · Luíz Vieira · Blaya · Madonna | Madonna · Billboard · Mike Dean        | 4:05             |
| 12.              | „Bitch I’m Loca” (z gościnnym udziałem Malumy) | Madonna · Lauren D’Elia · Maluma · Édgar Barrera · JAMES · Blaya · Stiven Rojas         | Madonna · Billboard · Sunamy           | 2:50             |
| 13.              | „I Don’t Search I Find”                        | Madonna · Mirwais Ahmadzaï                                                              | Madonna · Mirwais Ahmadzaï             | 4:08             |
| 14.              | „Looking for Mercy”                            | Madonna · Starrah                                                                       | Madonna · Jeff Bhasker · Mike Dean     | 4:50             |
| 15.              | „I Rise”                                       | Madonna · Jason Evigan · Starrah                                                        | Madonna · Jason Evigan                 | 3:44             |
|                  |                                                |                                                                                         |                                        | 1:04:32          |

| Bonusowy dysk w edycji specjalnej | Bonusowy dysk w edycji specjalnej | Bonusowy dysk w edycji specjalnej     | Bonusowy dysk w edycji specjalnej                      | Bonusowy dysk w edycji specjalnej |
| Nr                                | Tytuł utworu                      | Autorstwo                             | Produkcja                                              | Długość                           |
| --------------------------------- | --------------------------------- | ------------------------------------- | ------------------------------------------------------ | --------------------------------- |
| 1.                                | „Funana”                          | Madonna · Mirwais Ahmadzaï            | Madonna · Mirwais Ahmadzaï                             | 3:42                              |
| 2.                                | „Back That Up to the Beat”        | Madonna · Starrah · Pharrell Williams | Madonna · Pharrell Williams · Jeff Bhasker · Mike Dean |                                   |
| 3.                                | „Ciao Bella”                      | Madonna · Mirwais Ahmadzaï            | Madonna · Mirwais Ahmadzaï                             | 5:36                              |
|                                   |                                   |                                       |                                                        | 9:18                              |

| Bonusowa płyta z grafiką w box secie | Bonusowa płyta z grafiką w box secie | Bonusowa płyta z grafiką w box secie | Bonusowa płyta z grafiką w box secie | Bonusowa płyta z grafiką w box secie |
| Nr                                   | Tytuł utworu                         | Autorstwo                            | Produkcja                            | Długość                              |
| ------------------------------------ | ------------------------------------ | ------------------------------------ | ------------------------------------ | ------------------------------------ |
| 1.                                   | „I Rise”                             | Madonna · Jason Evigan · Starrah     | Madonna · Jason Evigan               | 3:44                                 |
| 2.                                   | „I Rise” (wersja instrumentalna)     | Madonna · Jason Evigan · Starrah     | Madonna · Jason Evigan               | 3:44                                 |
|                                      |                                      |                                      |                                      | 7:28                                 |

## Notowania
| Terytorium                 | Notowanie                                                       | Najwyższa pozycja |
| -------------------------- | --------------------------------------------------------------- | ----------------- |
| Argentyna                  | Los discos más vendidos                                         | 1                 |
| Australia                  | Top 50 Albums                                                   | 2                 |
| Australia                  | Top 50 Digital Albums                                           | 1                 |
| Australia                  | Top 50 Vinyl Albums                                             | 1                 |
| Austria                    | Ö3 Austria Top 40                                               | 4                 |
| Belgia (Region Flamandzki) | Ultratop 200 Albums                                             | 2                 |
| Belgia (Region Waloński)   | Ultratop 200 Albums                                             | 2                 |
| Czechy                     | Hitparáda: Czech Albums                                         | 4                 |
| Dania                      | Album Top-40                                                    | 13                |
| Finlandia                  | Suomen virallinen lista                                         | 7                 |
| Francja                    | Top Albums                                                      | 4                 |
| Grecja                     | Top-75 Albums Sales Chart                                       | 5                 |
| Hiszpania                  | Top 100 Albumes                                                 | 3                 |
| Holandia                   | Album Top 100                                                   | 2                 |
| Irlandia                   | Albums Chart                                                    | 8                 |
| Japonia                    | 週間 アルバムランキング (Oricon Albums Chart)                   | 11                |
| Japonia                    | 週間 洋楽アルバムランキング (Oricon International Albums Chart) | 2                 |
| Kanada                     | Canadian Albums Chart                                           | 2                 |
| Niemcy                     | Offizielle Top 100                                              | 5                 |
| Norwegia                   | Topp 40 Album                                                   | 6                 |
| Nowa Zelandia              | Official Top 40 Albums                                          | 5                 |
| Polska                     | OLiS                                                            | 7                 |
| Portugalia                 | Album Top 30                                                    | 1                 |
| Słowacja                   | Hitparáda: Slovak Albums                                        | 4                 |
| Stany Zjednoczone          | Billboard 200                                                   | 1                 |
| Szkocja                    | Scottish Albums Chart                                           | 4                 |
| Szwajcaria                 | Alben Top 100                                                   | 2                 |
| Szwecja                    | Veckolista album                                                | 10                |
| Tajwan                     | 風雲榜: Western Chart                                           | 1                 |
| Węgry                      | Top 40 album-, DVD- és válogatáslemez-lista                     | 3                 |
| Wielka Brytania            | UK Albums Chart                                                 | 2                 |
| Wielka Brytania            | Official Vinyl Albums Chart                                     | 3                 |
| Włochy                     | Top Album                                                       | 2                 |
| Włochy                     | Vinili                                                          | 2                 |